# ロームシャ
東南アジア史におけるロームシャ（インドネシア語: romusha）とは、第二次世界大戦期に日本軍が強制的に徴発した非日本人労働者を指す。日本の支配下にあるアジア各地で徴発されてしばしば国境を越えて別の日本支配地域へと送られ、過酷な条件下で働かせられ、7万人が死亡したともされる。ロームシャは日本が占領した地域での道路・空港・鉄道の建設作業に投入された。Romukyokai (「労務協会」)などの関連語もある。
日本占領時期のインドネシアから徴用されたインドネシア人ロームシャの実態は戦後当初、日本ではほとんど認識されていなかった。これらインドネシア人は、国外の泰緬鉄道建設の他、インドネシア諸島の日本軍軍事施設建設などに従事させられた。
「労働戦士」と美化して呼ばれた。ロウムシャとも。

## 語源
「ロームシャ」という言葉は日本語からの借用語としてインドネシア語に定着した。インドネシアの歴史教科書ではキーワードとして教えられた。
インドネシア語の「ロームシャ」は日本語の「労務者」と異なり単なる労働ではなく強制的に重労働をさせられた者を指す。

## 募集
朝鮮や台湾など当時の日本に併合された地域や植民地とは異なり、東南アジア諸国で日本軍は合法的に現地民を徴用することはできなかった。このため、日本軍は現地人役人等を通じた間接的な圧力によって労働力を調達した。関連文書が組織的に破棄もしくは他の理由で利用不能にされたためロームシャの募集の正確な全容は不明だが、Takuma Melberは当時日本の占領下でインドネシアが国際的に孤立して経済が停滞し労働力が余ったため、労働力を集めて他の地域へ送ることが容易になっていたと指摘し、マレーシアとシンガポールでも状況は同様だったという。
倉沢愛子によれば、ロームシャ出身地の内訳で最多だったのはジャワ島（約30万人）である。日本軍は1944年に労務者の調査をした。日本軍による推計であるロームシャ数27万人という数字には、1944年4月以前に送られたかもしれない人が含まれない。一方、芳賀美智雄は「ロームシャは、近隣の地域だけでなく、東南アジアと西太平洋地域の、日本が労働力を必要としているところならどこへでも送られた」としつつも、「どのくらいの人数が動員されたのか正確には判明していない」と述べている。日本軍は直接ロームシャを監督するかわりに日本人でないアジア人監督官を置いて管理したため、死者や逃亡者をよく把握していなかったのではないかと言われる。
泰緬鉄道建設の場合、初期には日本側は自発的な賃金労働者を募集したが、応募して労働に従事した者らが実態を知って帰国し他の住民に広めたため、募集が難航するようになった。このため日本側は強制的な徴用（「ロームシャ狩り」）に切り替えていった。
タイで現地人労働者よりもタイ国外から連れてきた労働者を多く利用したのは、タイ人の対日感情が悪化することを恐れての施策だったと考えられている。

## 泰緬鉄道建設
日本の戦争犯罪と認定された泰緬鉄道建設捕虜虐待事件では、タイ・ビルマ間における泰緬鉄道建設のためインドネシア・ビルマ・タイ・シンガポール・マレーシアなどから合計20万人以上のロームシャと連合国軍の戦争捕虜約6万人が動員され、そのうち約1万5000人が犠牲となった。建設従事者の居住地別の比率としては、イギリス領マラヤの住民が多かった
1943年始めに泰緬鉄道のために国外から送られたロームシャは日本の南方鉄道連隊によって管理されたが、衛生状態は悪く医師もつけられず、コレラの感染や栄養失調などが放置され急速に多数の死者が出たという。この状況を受けて1943年半ばに日本軍上層部が介入し病院が建てられたが、死亡率はなかなか低下しなかった。

## スマトラ横断鉄道建設
スマトラ横断鉄道起点付近の労働英雄公園には、同鉄道建設に「10万人」のロームシャが使役されたと記載されている。江澤誠は、日本側当事者による戦友会誌にそれ以上の数字が1日あたりの人数として記載されていることを踏まえると10万人は過少であるとし、25万人以上と推定する。

## 帰還事業

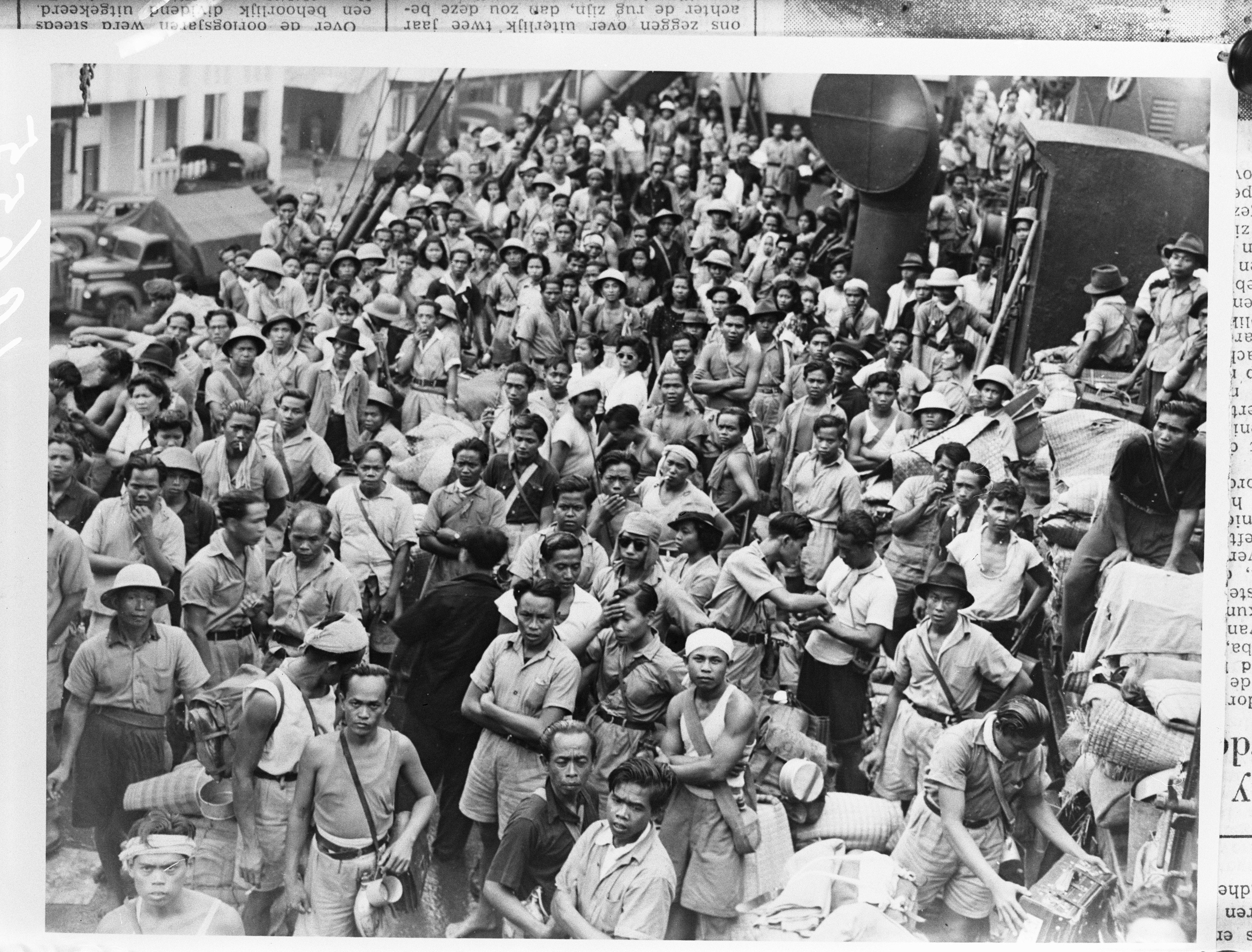
インドネシアへのロームシャの引き揚げ（1946年）

戦争後、出身国外に送られていたロームシャの帰還事業は、降伏した日本軍ではなく連合国側と赤十字国際委員会に委ねられた。日本軍元参謀の宮元静雄は1946年5月にある帰還船をジャワで迎えた時のことについて、ロームシャらの帰還事業に自ら携われないことを残念に思い、かわりにオランダから借金をして作った「退職金」を渡したと記している。
終戦後ビルマ、マラヤ、シンガポール、タイ、ジャワ、スマトラ等に進駐したイギリス軍政部は1945年9月にロームシャを収容する事業を開始した。オランダは1945年11月、インドネシア人帰還事業のための機関NEBUDORI（「蘭領インドネシア人の帰還と文献局」）をシンガポールで設立した。収容のためのキャンプはオランダが各地で運営した。イギリスが物資を提供したが、ロームシャの多くは栄養状態が悪く既に赤痢やマラリアに感染していることも多く、医薬品は十分ではなかった。
インドネシアへの引き揚げは1946年から1947年にかけて44隻の船で行われ5万人以上が帰還した。このうちの多くはオランダ支配下に留まった。ただしインドネシア人引き揚げはオランダにとって捕虜の引き揚げよりも優先順位が低く、事実上の独立を遂げたインドネシア共和国（インドネシア独立戦争）と対立し労働力を必要としていたオランダ側がインドネシア共和国支配地域への引き渡しを拒んだと見受けられるケースもあった。タイに送られていたインドネシア人ロームシャの場合、タイ人女性と結婚し現地に留まった者もいた。帰国する機会を得られなかった者もいた。NEBUDORIは1947年に解散した。

## 歴史教育・歴史認識
タイのカーンチャナブリーのJEATH戦争博物館では、アジア人ロームシャ関連の展示がある。
インドネシア大統領官邸前の独立記念塔の地下に展示されたジオラマの一つは、日本軍政時代を象徴するものとして、日本軍兵士がインドネシアの労働者（ロームシャ）に向かって刀を振り上げている様子を描写している。
日本占領時期のインドネシアで徴用されたロームシャは、日本側推計では 200〜210万名ともいわれ、インドネシア側の推計では410万人だとされているが、1984年から1993年にかけてインドネシアの中学校および高校で使用された歴史教科書に記載されている内容によると、「数千」「数百万」「数十万」と教科書によって人数がバラバラでそれぞれ大きな違いがある。また同じ教科書の中でも「ジャワ島から動員された人数」として数千人という記載があると同時に、国外へ派遣された人数が30万人で、そのうち23万人が死亡したという記載もある。

## 補償
宋日開ら元ロームシャとその遺族ら288名が1986年に未払い賃金の支払いを求めた。宋日開らは約束された1日5ドルや3ドルではなく1日1ドルの支給しかなされなかったとして、未払い分の支払いを日本政府に求めた。日本政府はマレーシア政府との協定により賠償問題は解決済みだと述べた。
1993年に法律援護協会 (ジャカルタ)がロームシャと従軍慰安婦の補償問題についての支援を求めてインドネシア政府に訴えた。

## 遺骨
1990年にタイのカーンチャナブリー近郊でロームシャのものと思われる遺骨700体以上が発掘された。これらの遺骨は労務中に伝染病に倒れた人々のもので、当時一緒に労務をさせられていたオーストラリア人元捕虜の証言によれば、生き埋めにされた感染者もいたという。これらの遺骨はタイの慈善団体がバンコク北の墓地に埋葬した。